# Ordre des Compagnons du Beaujolais
L'Ordre des Compagnons du Beaujolais est une confrérie bachique beaujolaise créée le 31 mars 1948 à Villefranche-sur-Saône, qui assure la promotion des vins du Beaujolais.

## Historique
Au lendemain de la Seconde Guerre mondiale nait l’idée de créer une confrérie en Beaujolais, alors que tous les efforts entrepris entre les deux guerres pour la promotion des vins autour des appellations d’origine contrôlée ont été anéantis.
C’est le 31 mars 1948, à Villefranche-sur-Saône, qu’est constituée la première assemblée des Compagnons du Beaujolais, réunissant les Compagnons du Cuvier, basés à Saint-Georges-de-Reneins et les Chevaliers du Beaujolais, dont le fief était Denicé.
Les membres fondateurs sont :
- Jean Guillerminet, éditeur à Villefranche-sur-Saône et créateur du syndicat d'initiative,
- Léon Foillard, négociant en vins et maire de Saint-Georges-de-Reneins,
- Jean Foillard, trésorier de la chambre de commerce,
- Claude Geoffray, vice-président de la chambre viticole,
- Roger Poux-Guillaume, président du syndicat régional des négociants en vin,
- Joseph Descroix, professeur à la faculté des lettres de Poitiers et viticulteur à Lantignié,
- Robert Pinet, notaire à Villefranche-sur-Saône et président de l'Académie de Villefranche et du Beaujolais,
- Justin Godart, sénateur du Rhône et adjoint au Maire de Lyon.

Les membres fondateurs s’inspirent largement des rites de l’ancienne corporation des Compagnons du Tour de France, exaltant la solidarité, la fraternité, la loyauté, la fidélité, l’entraide et l’humilité à l’image des Compagnons du Devoir.
Le 28 juin 1948, un bureau est constitué, Joseph Descroix, Doyen de la Faculté de Poitiers et viticulteur à Lantignié, est nommé Président Fondateur.
Le 22 janvier 1949, jour de la Saint-Vincent, le premier chapitre est organisé au château de Pizay
Le 9 juillet 1949, les Compagnons fondateurs reçoivent le tablier vert, premier insigne distinctif qui est porté par les membres du Grand Conseil de l’Ordre.
Pendant plus de 70 années d’existence, huit présidents vont succéder à Joseph Descroix : Léon Foillard, le père spirituel de la confrérie, Jean Foillard, fils de Léon qui installe l’Ordre au cuvage de Lacenas, Henri de Rambuteau, qui lui donne ses lettres de noblesse à l’étranger, Gérard Canard, l’infatigable commis voyageur du Beaujolais, promoteur du Beaujolais Nouveau et créateur du Grumage, de 2001 à 2009 Patrick Baghdassiarian, de 2009 à 2013 Georges Pedat, de 2013 à 2017 Paul Fourrichon, et depuis 2017 Jean-Paul Rampon.

## Traditions

### Serment
« je m'engage devant Saint Vincent à me conduire en fidèle et franc compagnon du Beaujolais et à en pratiquer les vertus. Mon Devoir est d'aimer notre pays; de travailler au maintien de ses traditions d'hospitalité de sagesse et de bonne humeur; de faire connaitre la beauté de ses sites et l'intérêt qui s'attache à ses vieilles églises à ses châteaux anciens témoins de son passé durant lequel a soufflé l'esprit de ses artistes et de ses compagnons maître d’œuvre; d'apprécier et de propager les produits de nos vignes; d'adorer enfin ses rudes vignerons qui, par leur vaillance, font la prospérité et la renommée de la patrie beaujolaise »
Dans son Anthologie du Beaujolais Michel Aulas remarque que le serment de la Confrérie ne contient pas uniquement un encouragement à consommer du Beaujolais, mais qu'il impose également aux membres l'amour du terroir et le respect des vignerons qui y travaillent.

### Chapitres
La commission des Chapitres assure l'organisation de deux Chapitres annuels de l'Ordre à Lacenas. D'autres Chapitres exceptionnels peuvent se dérouler dans ou à l'extérieur de son fief.
Les Chapitres sont des assemblées qui assurent la promotion des vins du Beaujolais, où des Maitres Compagnons procèdent à des intronisations. Ces manifestations peuvent notamment avoir lieu autour d’un repas. Chaque intronisé doit avoir un parrain qui présente l'impétrant, lequel reçoit une tassée avec cordon et un diplôme officiel avec le serment.
Afin d’assurer un développement de la manière la plus large possible dans le monde entier, la confrérie a facilité la création de filiales appelées « Devoirs ». Le premier Devoir extérieur créé a été celui de Paris.
En 2017 il existe environ 25 Devoirs à travers la France et le monde qui représentent un total d’environ 2.500 Compagnons ou Maître Compagnons.

### Grumage
Créé en 1987 par Gérard Canard, alors président des Compagnons du Beaujolais et directeur de l'interprofession, le Grumage des Compagnons du Beaujolais a été conçu pour promouvoir les cuvées les plus racées, aptes au vieillissement, produites dans le Beaujolais. Ce label de qualité connaît une reconnaissance importante parmi les connaisseurs d'ici et d'ailleurs depuis son origine. Sur la base d'un dépôt volontaire d'échantillons par les vignerons et négociants, la commission du Grumage réunit un comité d'experts deux fois par an : ils dégustent à l'aveugle et sélectionnent les toutes meilleures cuvées. Seules les plus typées, de nobles origines, faibles rendements et viniﬁées de façon minutieuse, pourront porter les attributs du Grumage, macaron ou étiquette aux armes de la confrérie.

## Organisation

### Le Grand Conseil de l'Ordre
Le Grand Conseil est dirigé par :
- 1 Président
- 1 Vice-président délégué et 2 Vice-présidents
- 1 Secrétaire général et 1 Secrétaire adjoint
- 1 Trésorier et 1 Trésorier adjoint

#### Liste des devoirs
- Devoir Parisien, créé en 1949[4]
- Devoir Méditerranéen, créé en 1974[5]
- Devoir Suisse, créé en 1978[4]
- Devoir du Sénégal, créé en 1982[4]
- Devoir Franco-Belge du Hainaut, créé en 1986[4]
- Devoir du Mali, créé en 1992[6]
- Devoir du Québec (Canada), créé au printemps 1995[7],[8],[9]
- Devoir de Barcelone (Espagne), créé le 5 juin 2001[10]
- Devoir de New York (États-Unis), créé le 30 septembre 2002[11]
- Devoir de Valencia (Espagne), créé le 16 octobre 2010[12],[13]
- Devoir Auvergnat créé le 13 septembre 2006[14]
- Devoir de Casablanca (Maroc), créé en 2009
- Devoir de Munich (Allemagne)
- Devoir Savoies Léman, créé en 2010
- Devoir de Wuhan (Chine), créé en Mai 2010
- Devoir du Bénin, créé en 2011 [15]
- Devoir de Saxe, créé le 21 octobre 2011[16]
- Devoir de Hambourg (Allemagne), créé en juin 2012
- Devoir de Bretagne, créé le 16 juin 2013[17]
- Devoir d'Alsace-Lorraine, créé le 21 juin 2014[17]
- Devoir de la ville de Québec (Canada), créé en novembre 2014 [18]
- Devoir du Skipton.North Yorkshire, créé le 04 juin 2015
- Devoir de San-Francisco (États-Unis), créé le 16 novembre 2017
- Devoir du Burkina Faso, créé le 8 juin 2019

## Membres de l'Ordre

### Les Présidents successifs de l'Ordre
- Joseph Descroix
- Léon Foillard (en 1954)
- Jean Foillard (en 1960)
- Henri de Rambuteau
- Gérard Canard (en 1991)
- Patrick Baghdassarian (en 2001)
- Georges Pedat (en 2009)
- Paul Fourrichon (en 2013)
- Jean-Paul Rampon, officier de l'Ordre du Mérite agricole (2017-2021)
- Frédéric Miguet (2021-2025)
- Denis Chilliet (2025-)[19]

### Les personnalités membres de l'Ordre
- Patrick Poivre d'Arvor (à Villié-Morgon le 8/07/2014)[17]
- Grégori Baquet (chapitre du 25/10/2014)
- Mgr Philippe Barbarin (novembre 2014)[20]
- Kinette Gautier[21]

## Sources
- « Les 70 ans des Compagnons du Beaujolais », Le Progrès,‎ 23 octobre 2017 (lire en ligne, consulté le 29 décembre 2021).